# Tetrastichus brevicalcar
Tetrastichus brevicalcar är en stekelart som beskrevs av Graham 1991. Tetrastichus brevicalcar ingår i släktet Tetrastichus och familjen finglanssteklar.
Artens utbredningsområde är:
- Nederländerna.
- Sverige.

Arten är reproducerande i Sverige. Inga underarter finns listade i Catalogue of Life.